# Dendranthema ogawae
Dendranthema ogawae là một loài thực vật có hoa trong họ Cúc. Loài này được (Kitam.) H.Koyama mô tả khoa học đầu tiên năm 1995.